# Angažovaná sociologie
Angažovaná sociologie (také hodnotící) je souhrnné označení pro všechny sociologické koncepce, školy a směry, které se k problémovým situacím vyslovují nejen teoreticky, ale také se chtějí aktivně podílet na jejich řešeních různými, konkrétními způsoby, např. expertízami, kritikou sociálních programů, sociologickým rozborem politických a ekonomických projektů, sociologickou publicistikou apod. Protikladem angažované sociologie je ovšem nejen sociologie nehodnotící a politicky indiferentní, ale také sociologie, která slouží manipulativním cílům.

## Vysvětlení pojmu
Pojem angažovaná (francouzsky engagement) použil v těchto souvislostech poprvé J. P. Sartre pro označení závazku, odpovědnosti intelektuálů, pro zaujetí jejich osobního stanoviska a pro jednání v souladu s hlásanými idejemi, ideologií či teorií.

## Pierre Bourdieu
Typický představitelem patřícím k proudu tzv. kritické či angažované sociologie je francouzský sociolog Pierre Bourdieu (1930–2002). Plánovitě se snažil propojit dosud zdánlivě neslučitelné pohledy sociologie subjektivistické a objektivistické a najít spojení mezi idealismem a materialismem. Rozvinul již zavedené sociologické pojmy (habitus, třída, kapitál, sociální pole) a na jejich základě vytvořil novou sociologickou teorii, která se obvykle nazývá „teorie jednání“ či praxe, tj. spojení abstrakce s konkrétním, neoddělování pojmů od reality.

## Historie angažované sociologie
Kořeny současné angažované sociologie lze hledat především v myšlenkách marxismu. Ačkoli se Karl Marx (1818–1883) nikdy nepovažoval za sociologa, původní marxistická ideologie byla v podstatě sociologicky angažovaná. Hlavní funkcí jejího programu byla totiž kritika kapitalismu a konflikt tříd pomocí sociologického vědění. Inspiraci v marxistické ideologii můžeme najít v dalším předstupni současné angažované sociologie, především u myšlenek amerického sociologa Charlese Wright Millse (1916–1962). Mills je jedním z hlavních zastánců kritické a hodnotící sociologie. Podle něj by sociologie rozhodně neměla být neutrální. „Jedině kritická analýza může vést k poznání, které snad lidi přiměje, aby opustili postoj mlčící většiny, tedy směs vnější netečnosti a hlubokého vnitřního znepokojení.“
Dnes za sociologii angažovanou patří především levicově orientované myšlenkové proudy, které na výše zmiňovaný marxismus a sociologii angažovanou podle C. W. Millse navazují.

## Kritika angažované sociologie
Ke konci 19. století se na západě rozvíjí koncepce tzv. nehodnotící, nestranné, neangažované sociologie. Jejím hlavním představitelem je Max Weber, podle něj by sociologie neměla být ovlivňována hodnotícími soudy, nebo politickou či náboženskou angažovaností. On představil tři zdroje hodnotových zkreslení vědecké práce.:omezení vlastními znalostmi, zvolení tématu jenž zavrhuje témata jiná a volba empirických dat k výzkumu. Sám Weber ale připouští, že absolutní nehodnotící sociologie nelze dosáhnout. Důležité ale je oprostit se od hodnotících cílů, tj. rozhodování mezi dobrým a špatný či žádoucím a nežádoucím.

## R. K. Merton - přístup a obhajoba
Podle R. K. Mertona, představitele strukturálního funkcionalismu, se k sociologické pravdě dochází přes angažovanost, protože neangažovaná sociologie nedovede některé sociální fenomény nejen popsat, vysvětlit a předvídat, ale dokonce je vůbec nedokáže formulovat, protože je nemá ve své sociologické optice.

## Spor o angažovanou sociologii
Do nového kontextu vstoupil spor o angažovanost sociální vědy v souvislosti s analýzou role intelektuálů v dramatech 20. st. (viz práce Z. Baumana a V. Bělohradského).